# Army of Missouri
Het Army of Missouri was een leger van de Geconfedereerde Staten van Amerika tijdens de Amerikaanse Burgeroorlog. Het werd opgericht in september 1864 onder leiding van generaal-majoor Sterling Price. Het werd ingezet tijdens de invasie van Missouri. Het leger diende zich na enkele nederlagen terug te trekken naar Arkansas waar het ontbonden werd. De eenheden werden opnieuw opgenomen in de Army of the Trans-Mississippi.

## Oorsprong en formatie van het leger

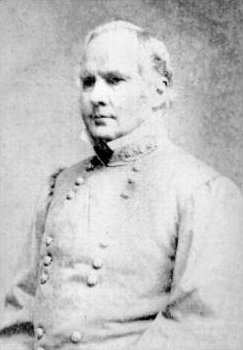
Sterling Price, bevelhebber van het leger

De wortels van het Army of Missouri gaan terug naar de Missouri State Guard die werd opgericht in 1861 door Sterling Price. Deze garde diende de neutraliteit  van Missouri te waarborgen terwijl ze officieel bij de Unie bleven. Uiteindelijk werd de garde opgenomen in de Confederate States Army na schermutselingen met Noordelijke eenheden onder leiding van Nathaniel Lyon. Lyon slaagde erin om gouverneur Claiborne Jackson te vervangen door een pro-Noordelijke gouverneur. De Missouri State Guard kon de Noordelijken verslaan bij Lexington en Wilson’s Creek waar Lyon het leven liet.
Price en zijn garde kozen ervoor om de Zuidelijke zaak te dienen. Ze werden opgenomen in het Army of the West onder leiding van generaal-majoor Earl Van Dorn. Ze leden meerdere nederlagen bij Pea Ridge, Arkansas, Iuka, Mississippi and Corinth, Mississippi. Na de slag bij Corinth werd Price terug naar Missouri gestuurd door president Jefferson Davis. Zijn eenheden bleven bij Van Dorn. Price rekruteerde nieuwe eenheden en leidde operaties in Arkansas om de Zuidelijke oorlogsinspanningen te ondersteunen.
In de late zomer van 1864 werd een groot deel van het Union Army in Missouri oostwaarts gestuurd om te helpen Atlanta ter veroveren en ondersteuning te bieden in andere veldtochten. De Zuidelijke regering gaf het bevel aan generaal Edmund Kirby Smith, bevelhebber van het Trans-Mississippi Departement, om zijn infanterie over de Mississippi te sturen om Zuidelijke eenheden aldaar te ondersteunen. Smith had echter andere plannen. Hij wou Missouri bevrijden van de Noordelijke "bezetter" door Saint Louis en hoofdstad Jefferson City te heroveren waar hij een pro-Zuidelijke gouverneur opnieuw aan de macht wou brengen. Smith besliste om een grote strijdmacht van bereden infanterie en cavalerie erop uit te sturen om zijn plannen uit te voeren. Deze strijdmacht werd toevertrouwd aan Sterling Price. Price was in zijn nopjes omdat hij al eerder gelobbyd had om een dergelijke onderneming uit te voeren. Hij noemde zijn strijdmacht de "Army of Missouri".
Er van uitgaande dat St Louis initieel werd verdedigd door 8.000 Noordelijke soldaten (die later zouden versterkt worden door eenheden onder leiding van generaal-majoor Andrew J. Smith waren de plannen van Smith in het begin haalbaar. Indien Price zeer snel het eerste doel zou kunnen verwezenlijken door het arsenaal en de grote voorraden te veroveren, dan zouden de Noordelijke inspanningen in Georgia en Virginia een zware slag toegebracht worden. Waardoor misschien er toch nog een kans was op een Zuidelijke eindoverwinning.

## Organisatie en samenstelling
De Army of Missouri bestond uit drie divisies. Deze stonden onder leiding van generaal-majoor James F. Fagan, generaal-majoor John S. Marmeduke en brigadegeneraal Joseph O. Shelby. De strijdmacht werd ondersteund door veertien artilleriestukken. 
Zijn strijdmacht was een samenraapsel van enerzijds deserteurs   en anderzijds slecht toegeruste soldaten. Honderden van zijn soldaten hadden geen schoenen of persoonlijke uitrustingsstukken zoals veldflessen of patroondozen. Veel droegen gewone flessen en staken hun munitie in hun broekzakken.  Bijna 4.000 soldaten hadden geen vuurwapens. 

## De veldtocht in Missouri
Door de slechte staat van zijn soldaten was het eerste doel de verovering van het arsenaal en voorraden in St. Louis of indien dit te sterk werd verdedigd door te stoten naar de depots in Jefferson City. Daarna diende Price naar het oosten te trekken, Kansas binnen te trekken en op te rukken richting Indian Territory. Ondertussen dienden ze alle paarden, muilezels, vee en militaire voorraden te roven of te vernietigen. Deze veldtocht zou bekend worden als Prices raid.
Zijn strijdmacht vertrok vanuit het noordoosten van Arkansas op vrijdag 16 september 1864. Terwijl ze Missouri binnentrokken kozen ze ervoor om het Noordelijke garnizoen van Fort Davidson nabij Pilot Knob aan te vallen. Price verloor daar meer dan 1.000 soldaten en kostbare tijd om dit garnizoen aan te vallen die van weinig waarde was. De Noordelijke lieten snel versterkingen aanrukken waardoor St. Louis niet kon veroverd worden. Price richtte zijn aandacht op Jefferson City. Na korte maar intense schermutselingen was ook deze stad te hoog gegrepen voor Price. Hij stuurde zijn leger in westelijke richting Kansas City en Fort Leavenworth. Er vonden kleine gevechten plaats tussen het Army of Missouri en Noordelijke eenheden bij Bonnville, Glasgow en Sedalia. Het waren telkens Zuidelijke overwinningen. Tijdens hun tocht werd de bagagetrein groter en groter door de vele in beslag genomen voorraden en kuddes vee en paarden. Deze bagagetrein zou zijn tactische opties sterk verminderen.

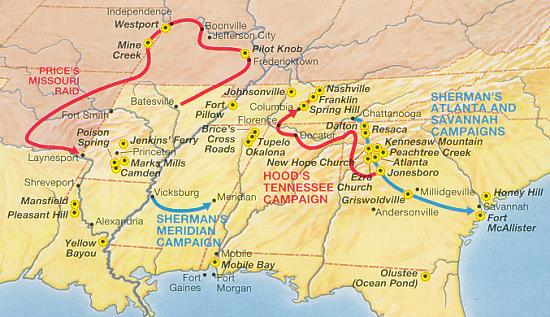
Prices Raid in 1864

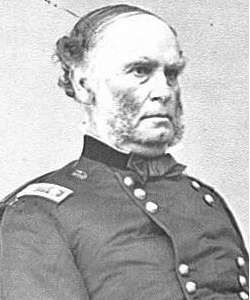
Generaal-majoo Samuel R. Curtis, USA

Om de inval van Price te weerstaan organiseerde de Noordelijke generaal-majoor Samuel R. Curtis als snel een leger rond zich. Hij organiseerde het Army of the Border bestaande uit militie-eenheden en reguliere infanterie- en cavalerie-eenheden. Het telde ongeveer 35.000 soldaten.  Ondertussen verminderde de gevechtskracht van Price zijn leger door desertie, ziekte en gesneuvelden. Toen de beslissende Slag bij Westport plaats vond, had Price ongeveer 8.500 soldaten tot zijn beschikking. Ook zette de cavalerie van Noordelijke generaal-majoor Alfred Pleasonton de achtervolging in.
De eerste confrontaties tussen de Noordelijk achtervolgers en Price was in het voordeel van de Zuidelijken. Bij Lexington slaagde Price erin om delen van Curtis’ leger terug te drijven over de Little Bluerivier. Uiteindelijk kwam Price tegenover de hoofdmacht van Curtis’ leger te staan bij Westport. Pleasanton verscheen ook ten tonele waarbij Prices leger tussen de twee Noordelijke eenheden kwam vast te zitten. In de Slag bij Westport stond de uitkomst zo goed als vast. Price werd vernietigend verslagen. Met het restant van zijn leger trok hij zich in zuidelijke richting doorheen Kansas terug. Tijdens deze terugtocht werd hij telkens opnieuw verslagen bij Marais des Cygnes, Mine Creek, Marmiton River en Newtonia waardoor hij zich volledig moest terugtrekken in Arkansas en oostelijk Texas. Uiteindelijk kwamen de restanten van  het verslagen en gedesillusioneerde leger op 2 december 1864 terug aan in Arkansas. Price had 6.000 soldaten verloren. Het Army of Missouri werd formeel opgegeven op 3 december 1864. De restanten werden opgenomen in het Army of the Trans-Mississippi. In dit leger kreeg Price het commando over het cavaleriekorps tot 12 maart 1865.